# Konstantynów (powiat lipski)
Konstantynów – kolonia w Polsce, w województwie mazowieckim, w powiecie lipskim, w gminie Lipsko.
Do 31 grudnia 2023 miejscowość była przysiółkiem wsi Leopoldów.